# 亞馬蘭吉拉

亞馬蘭吉拉的旗幟

亞馬蘭吉拉（西班牙語：Yamaranguila），是洪都拉斯的城鎮，位於該國西部，由因蒂布卡省負責管轄，始建於1878年，面積293.89平方公里，海拔高度1,766米，2001年人口15,761，人口密度每平方公里53.63人。